# والنتین پتری
والنتین پتری (انگلیسی: Valentin Petry: زاده ۵ مهٔ ۱۹۲۸ – درگذشته ۲۵ مهٔ ۲۰۱۶) دوچرخه‌سوار اهل آلمان بود.